# Zasłonak ceglastoczerwonawy
Zasłonak ceglastoczerwonawy (Cortinarius pseudoduracinus Rob. Henry) – gatunek grzybów należący do rodziny zasłonakowatych (Cortinariaceae).

## Systematyka i nazewnictwo
Pozycja w klasyfikacji według Index Fungorum: Cortinarius, Cortinariaceae, Agaricales, Agaricomycetidae, Agaricomycetes, Agaricomycotina, Basidiomycota, Fungi.
Po raz pierwszy opisał go w 1938 r. Robert Henry we Francji. Polską nazwę zarekomendował Władysław Wojewoda w 2003 r.

## Występowanie i siedlisko
Podano nieliczne stanowiska w Europie i Ameryce Północnej. W Polsce jego stanowiska podali Stanisław Domański w 1963 oraz B. Gierczyk i inni w 2009 i 2019.
Naziemny grzyb mykoryzowy występujący w lasach.